# Gerhard Berger

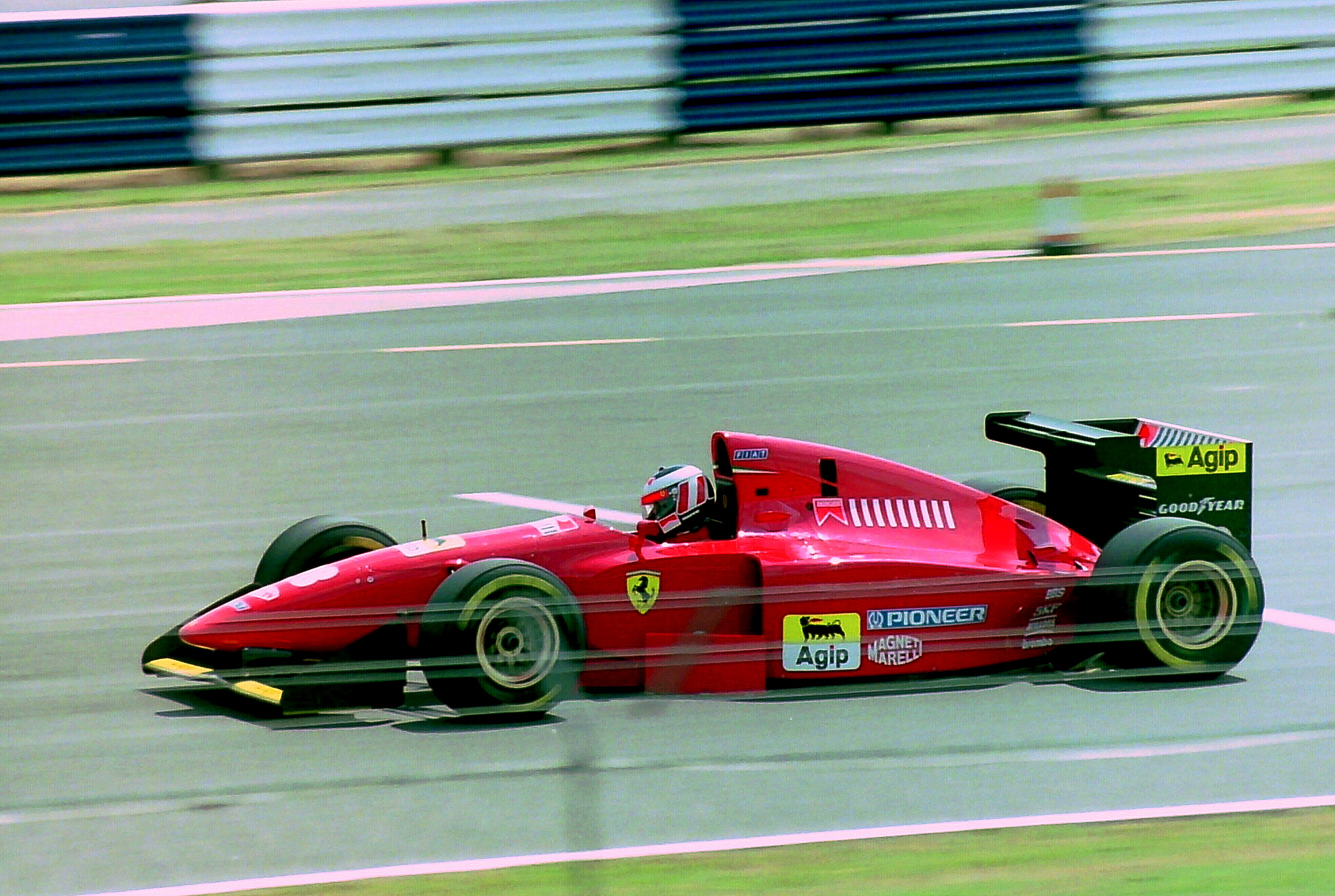
Berger en Gran Bretaña 1994.

Gerhard Berger (Wörgl, Tirol, Austria; 27 de agosto de 1959) es un expiloto de automovilismo austríaco. Participó en 210 Grandes Premios de Fórmula 1. Compitió para los equipos Benetton, Ferrari y McLaren entre otros, acumulando un total de 10 victorias y 48 podios. Resultó tercero en los campeonatos 1988 y 1994, cuarto en 1990 y 1991, quinto en 1987, 1992 y 1997, y sexto en 1995 y 1996.

## Carrera deportiva
Berger, varias veces ganador en la Fórmula 3 Europea, debutó en la Fórmula 1 en 1984 con el equipo ATS, seguido de una temporada completa con Arrows en 1985, pilotando el modelo Arrows A8. Pero no fue hasta unirse a Benetton-BMW en 1986 que su carrera de F1 tomó vuelo. Aprovechando el poder del motor turbo BMW, Berger ganó su primera carrera en el Gran Premio de México y fue contratado por Ferrari en 1987.
En 1987, ganó las dos últimas rondas de la temporada, convirtiéndose en el favorito para 1988. Tristemente para Berger, el equipo McLaren compuesto por Alain Prost y Ayrton Senna dominó claramente la temporada, ganando 15 de las 16 rondas. Berger fue el único en romper la racha de McLaren, al imponerse en el Gran Premio de Italia. Esta fue una victoria particularmente conmovedora para el equipo, ya que llegó semanas después de la muerte de Enzo Ferrari.
Berger tuvo suerte de escapar con vida de un aparatoso choque en el Gran Premio de San Marino de 1989, en el que se incendió su vehículo y sufrió de leves heridas. La colisión se produjo en la famosa curva Tamburello, la misma donde chocó Ayrton Senna en 1994.
De 1990 a 1992 Berger se unió a Ayrton Senna en McLaren, pero no pudo alcanzar al brasileño. Sólo ganó tres veces en estas temporadas, el Gran Premio de Japón de 1991 que Senna le cedió, y dos victorias en 1992 (Canadá y Australia).
Berger regresó a Ferrari en 1993. Fue clave para traer a Jean Todt al equipo como mánager, sentando las bases para las futuras victorias del equipo. En 1994, Berger se recuperó a medias de las muertes de su querido amigo Ayrton Senna, y de su compatriota Roland Ratzenberger en el Gran Premio de San Marino, con una victoria emotiva en Hockenheimring, la primera para Ferrari desde 1990. Una temporada final en 1995 vio a Berger logrando algunos podios, pero regresó a Benetton tras la llegada de Michael Schumacher a Ferrari en 1996.
Berger pasó sus últimos dos años en el deporte con el equipo Benetton. Ganó su último Gran Premio de nuevo en Hockenheim en 1997, regresando después de un largo retiro debido a la muerte de su padre. Gerhard Berger se retiró al final de la temporada de 1997. Es el último piloto en la historia de la categoría nacido en la década de los años '50.
Como curiosidad cabe destacar que su primera victoria en el Gran Premio de México de 1986, fue también la primera victoria de Benetton, y su última victoria en el Gran Premio de Alemania de 1997, fue la última de Benetton también.

## Actividad posterior
Una figura inmensamente popular en la Fórmula 1, Berger fue visto regularmente en los boxes hasta el 2003 en su nuevo cargo como director de la división deportiva de BMW, supervisando su exitoso regreso como motorista a la Fórmula 1 en el 2000.
Diez años después de la muerte de Ayrton Senna, Berger pilotó un Lotus 97T en los prolegómenos del Gran Premio de San Marino de 2004. Su sólida conexión con Ayrton Senna hizo que Berger fuera una especie de consejero para Bruno Senna, que debutó en la F1 en 2010.
A principios de 2006, Berger entró como director general del equipo Scuderia Toro Rosso, filial de Red Bull Racing en la Fórmula 1, y propietario del 50% del accionariado del equipo. El equipo consiguió su primera victoria en el Gran Premio de Italia de 2008. Berger vendió sus acciones a Red Bull a finales de 2008.
Tras desvincularse de la F1, Berger está centrado en el negocio de la logística y la producción de remolques para camiones, en Austria. También ayuda a la federación internacional en su programa de desarrollo de pilotos, especialmente en la Fórmula 3.

## Resultados

### Fórmula 1
(Clave) (negrita indica pole position) (cursiva indica vuelta rápida)

| Año     | Escudería                   | 1       | 2       | 3       | 4       | 5       | 6       | 7       | 8       | 9       | 10      | 11      | 12      | 13      | 14      | 15      | 16      | 17      | Pos. | Puntos |
| ------- | --------------------------- | ------- | ------- | ------- | ------- | ------- | ------- | ------- | ------- | ------- | ------- | ------- | ------- | ------- | ------- | ------- | ------- | ------- | ---- | ------ |
| 1984    | Team ATS                    | BRA     | RSA     | BEL     | SMR     | FRA     | MON     | CAN     | USE     | USA     | GBR     | GER     | AUT 12  | NED     | ITA 6   | EUR Ret | POR 13  |         | 23.º | 0      |
| 1985    | Barclays Arrows BMW         | BRA Ret | POR Ret | SMR Ret | MON Ret | CAN 13  | USA 11  | FRA Ret | GBR 8   | GER 7   | AUT Ret | NED 9   | ITA Ret | BEL 7   | EUR 10  | RSA 5   | AUS 6   |         | 20.º | 3      |
| 1986    | Benetton Formula Ltd        | BRA 6   | ESP 6   | SMR 3   | MON Ret | BEL 10  | CAN Ret | USA Ret | FRA Ret | GBR Ret | GER 10  | HUN Ret | AUT 7   | ITA 5   | POR Ret | MEX 1   | AUS Ret |         | 7.º  | 17     |
| 1987    | Scuderia Ferrari SpA SEFAC  | BRA 4   | SMR Ret | BEL Ret | MON 4   | USA 4   | FRA Ret | GBR Ret | GER Ret | HUN Ret | AUT Ret | ITA 4   | POR 2   | ESP Ret | MEX Ret | JPN 1   | AUS 1   |         | 5.º  | 36     |
| 1988    | Scuderia Ferrari SpA SEFAC  | BRA 2   | SMR 5   | MON 2   | MEX 3   | CAN Ret | USA Ret | FRA 4   | GBR 9   | GER 3   | HUN 4   | BEL Ret | ITA 1   | POR Ret | ESP 6   | JPN 4   | AUS Ret |         | 3.º  | 41     |
| 1989    | Scuderia Ferrari SpA SEFAC  | BRA Ret | SMR Ret | MON     | MEX Ret | USA Ret | CAN Ret | FRA Ret | GBR Ret | GER Ret | HUN Ret | BEL Ret | ITA 2   | POR 1   | ESP 2   | JPN Ret | AUS Ret |         | 7.º  | 21     |
| 1990    | Honda Marlboro McLaren      | USA Ret | BRA 2   | SMR 2   | MON 3   | CAN 4   | MEX 3   | FRA 5   | GBR 14  | GER 3   | HUN 16  | BEL 3   | ITA 3   | POR 4   | ESP Ret | JPN Ret | AUS 4   |         | 4.º  | 43     |
| 1991    | Honda Marlboro McLaren      | USA Ret | BRA 3   | SMR 2   | MON Ret | CAN Ret | MEX Ret | FRA Ret | GBR 2   | GER 4   | HUN 4   | BEL 2   | ITA 4   | POR Ret | ESP Ret | JPN 1   | AUS 3~  |         | 4.º  | 43     |
| 1992    | Honda Marlboro McLaren      | RSA 5   | MEX 5   | BRA Ret | ESP 4   | SMR Ret | MON Ret | CAN 1   | FRA Ret | GBR 5   | GER Ret | HUN 3   | BEL Ret | ITA 4   | POR 2   | JPN 2   | AUS 1   |         | 5.º  | 49     |
| 1993    | Scuderia Ferrari            | RSA 6   | BRA Ret | EUR Ret | SMR Ret | ESP 6   | MON 14  | CAN 4   | FRA 14  | GBR Ret | GER 6   | HUN 3   | BEL 10  | ITA Ret | POR Ret | JPN Ret | AUS 5   |         | 8.º  | 12     |
| 1994    | Scuderia Ferrari            | BRA Ret | PAC 2   | SMR Ret | MON 3   | ESP Ret | CAN 4   | FRA 3   | GBR Ret | GER 1   | HUN 12  | BEL Ret | ITA 2   | POR Ret | EUR 5   | JPN Ret | AUS 2   |         | 3.º  | 41     |
| 1995    | Scuderia Ferrari            | BRA 3   | ARG 6   | SMR 3   | ESP 3   | MON 3   | CAN 11  | FRA 12  | GBR Ret | GER 3   | HUN 3   | BEL Ret | ITA Ret | POR 4   | EUR Ret | PAC 4   | JPN Ret | AUS Ret | 6.º  | 31     |
| 1996    | Mild Seven Benetton Renault | AUS 4   | BRA Ret | ARG Ret | EUR 9   | SMR 3   | MON Ret | ESP Ret | CAN Ret | FRA 4   | GBR 2   | GER 13  | HUN Ret | BEL 6   | ITA Ret | POR 6   | JPN 4   |         | 6.º  | 21     |
| 1997    | Mild Seven Benetton Renault | AUS 4   | BRA 2   | ARG 6   | SMR Ret | MON 9   | ESP 10  | CAN     | FRA     | GBR     | GER 1   | HUN 8   | BEL 6   | ITA 7   | AUT 10  | LUX 4   | JPN 8   | EUR 4   | 5.º  | 27     |
| Fuente: |                             |         |         |         |         |         |         |         |         |         |         |         |         |         |         |         |         |         |      |        |